# Västergötlands runinskrifter 13
Västergötlands runinskrifter 13 är en vikingatida runsten i Nolgården, Karleby, Leksbergs socken och Mariestads kommun. 
Runstenen är av granit och är 185 centimeter hög, 65 centimeter bred och 34 centimeter tjock. Runhöjden varierar mellan åtta och 13 centimeter. Ristningarna vetter mot västsydväst. Runstenen har funnits på ungefär samma ställe åtminstone sedan 1600-talet, men restes upp på nuvarande plats 1936. Stenen uppmålades 1990.
Tore skorpa, som reste stenen har även låtit resa ytterligare en sten efter sin son Kättil, Vg 11, som står omkring en kilometer ifrån denna sten, nära Leksbergs kyrkogård. Det är samma ristare som har utfört båda ristningarna, vilka har en mycket ovanlig komposition såtillvida att runinskriften inte på det vanliga sättet är inskriven i ormslingan, utan att inskrift och ornamentik är helt oberoende av varandra. Samma stilistiska mönster återfinns på Vg 15, som sannolikt är gjord av samma ristare.
Stenen är rest invid fornlämningen L 1962:9242, vad som är identifierat som Karleby gamla kyrkplats, med arkeologiska rester av två kyrkor och en kyrkogård. Den äldsta kyrkan har daterats till cirka 1000. Ett nutida kors är rest på platsen.

## Inskriften
Translitterering av runraden:
× þorir × skuba × risti stin : þikno : iftir ÷ kitil × sun : sin :× auk × (u)ftir : olaf × stro : sino ×
Normalisering till runsvenska:
Þoriʀ Skorpa/Skaufa ræisti stæin þenna æftiʀ Kætil, sun sinn, ok æftiʀ Olof, fostru sina.
Översättning till nusvenska:
Tore skorpa reste denna sten efter sin son Kättil och efter Oluv, sin fosterdotter (fostermor)